# 素浪人忠弥 (1930年の映画)
『素浪人忠弥』（すろうにんちゅうや）は、1930年に公開された伊藤大輔監督の日本のサイレント映画。

## スタッフ
以下のスタッフ名等はKINENOTEに従った。
- 監督 - 伊藤大輔
- 脚本 - 伊藤大輔
- 原作 - 伊藤大輔
- 撮影 - 唐沢弘光

## キャスト
- 大河内伝次郎[1] - 丸橋忠弥[2][3]
- 葛木香一[1] - 松平伊豆守[2][3]
- 光岡龍三郎[4] - 由井正雪[2][3]
- 久米譲[1] - 奥村八郎右衛門[2][3]
- 伏見直江[1] - 妻 栄[2]
- 山田五十鈴[1] - 娘 七重[2][3]
- 伊庭駿三郎[1] - 冴左右三郎[2][3]
- 寺島貢[4] - 金井半兵衛[2][3]
- 尾上華丈[2][4] - 戸次庄左衛門[3]
- 高勢実[1] - 頭巾の男[2][3]

## 受賞歴
- 1930年度 第7回キネマ旬報賞
  - 日本・時代映画3位　『素浪人忠弥』（伊藤大輔監督）[5]